# Christine Wormuth

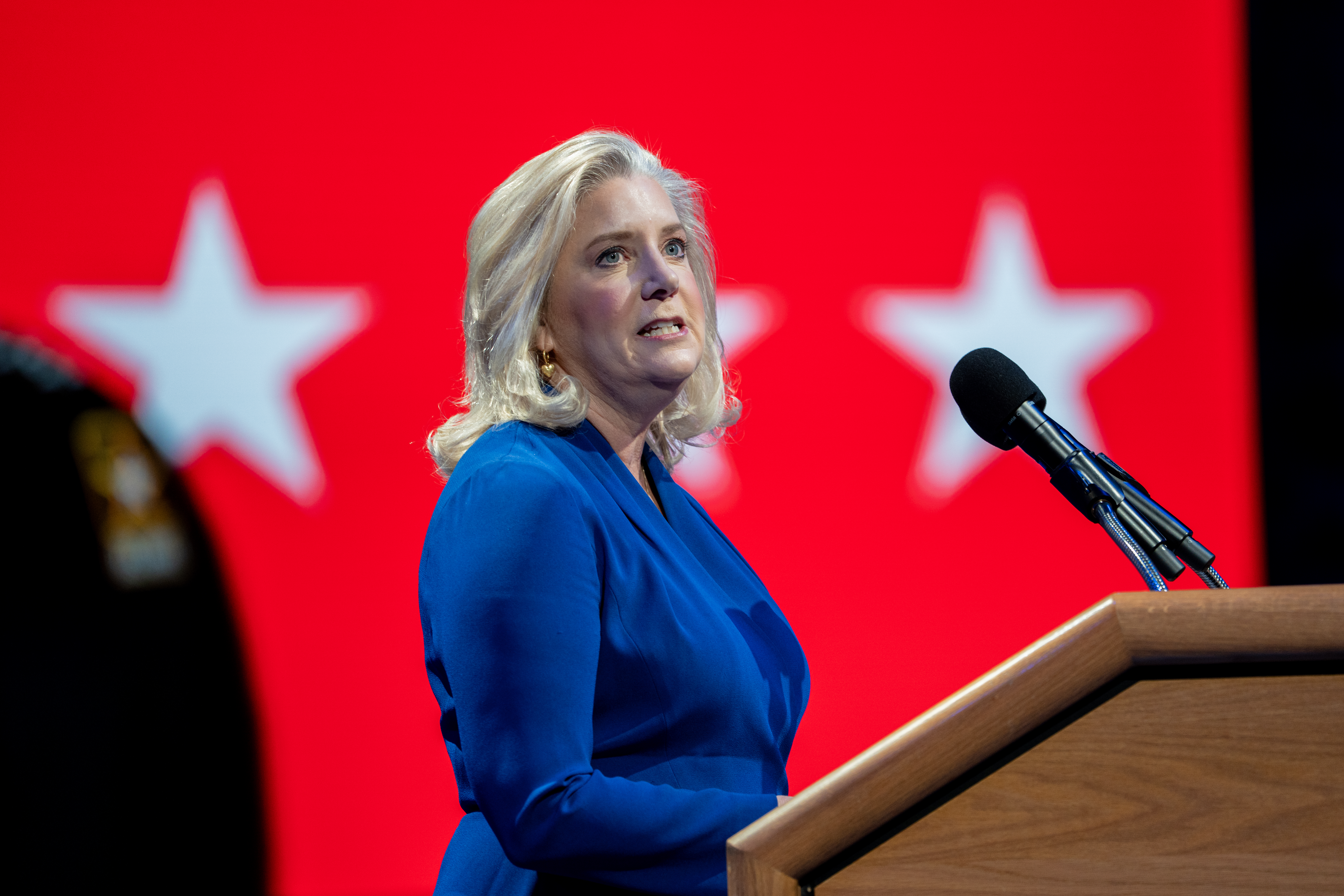
Christine Wormuth (2024)

Christine Elizabeth Wormuth (geboren am 19. April 1969 in San Diego, Kalifornien) ist eine US-amerikanische politische Beamtin, die von 2021 bis 2025 als Secretary of the Army der Vereinigten Staaten tätig war. Zuvor war Wormuth von 2014 bis 2016 Unterstaatssekretärin im Verteidigungsministerium für Politik.

## Frühes Leben und Ausbildung
Christine Elizabeth Wormuth wurde am 19. April 1969 in der Gemeinde La Jolla, nördlich von San Diego, geboren. Sie wuchs in College Station, Texas, auf und schloss ihr Studium am Williams College in Massachusetts mit einem Bachelor in Politikwissenschaften ab, bevor sie an der University of Maryland einen Master in Public Policy erwarb.

## Karriere
Wormuth trat 1995 als Praktikantin in der Verwaltung des Präsidenten in den Staatsdienst ein. Die nächsten sechseinhalb Jahre verbrachte sie als Beamtin im Verteidigungsministerium der Vereinigten Staaten. Später arbeitete sie als Regierungsberaterin und dann als Senior Fellow am Center for Strategic and International Studies.
Bevor sie zur Unterstaatssekretärin für Verteidigungspolitik ernannt wurde, diente Wormuth im Nationalen Sicherheitsrat als Sonderassistentin des Präsidenten und leitende Direktorin für Verteidigungspolitik und -strategie. Von 2009 bis 2010 war Wormuth stellvertretende Hauptstaatssekretärin für Heimatschutz.

## Obama-Verwaltung
Wormuth wurde von Präsident Barack Obama für das Amt der Unterstaatssekretärin für Verteidigungspolitik (Under Secretary of Defense for Policy) nominiert. Am 19. Juni 2014 wurde sie vom Senat der Vereinigten Staaten mit Stimmenmehrheit bestätigt. Als Staatssekretärin leistete Wormuth einen Beitrag zur Terrorismusbekämpfung und engagierte sich für die Verteidigungsbeziehungen zu Europa, Asien und dem Nahen Osten.
Nach dem Ende ihrer Amtszeit als Staatssekretärin wurde Wormuth zur Direktorin des RAND International Security and Defense Policy Center ernannt.

## Biden-Verwaltung
Im November 2020 wurde Wormuth zum freiwilligen Mitglied des Agency Review Teams für den Übergang der Präsidentschaft von Joe Biden ernannt, um den Übergang in Bezug auf das Verteidigungsministerium der Vereinigten Staaten zu unterstützen.

## Secretary of the Army
Am 12. April 2021 nominierte Präsident Joe Biden Wormuth für das Amt des 25. Secretary of the Army. Sie ist die erste Frau in diesem Amt für die Army, jedoch nicht die erste Sekretärin in den Streitkräften der Vereinigten Staaten, da es bereits fünf weibliche Sekretäre der Air Force gab. Am 15. April 2021 wurde ihre Nominierung an den Senat weitergeleitet. Am 24. Mai 2021 wurde ihre Nominierung vom Ausschuss für Streitkräfte des Senats mit Stimmenmehrheit bestätigt. Zwei Tage später wurde ihre Nominierung vom Senat einstimmig bestätigt. Der demokratische Mehrheitsführer im Senat, Chuck Schumer, beantragte jedoch die Rücknahme der Nominierung, und ihre Bestätigung wurde Stunden später rückgängig gemacht. Der republikanische Senator Kevin Cramer hatte ihre Nominierung zurückgestellt, um eine Angelegenheit zu klären. Bei dieser ging es um einen unterbezahlten Armee-Major. Der Senat hatte ihre Nominierung versehentlich genehmigt, bevor er seine Zurückstellung aufgehoben hatte. Am folgenden Tag hob Cramer seine Zurückstellung auf und bestätigte, dass er Wormuth unterstütze. Wormuth wurde daraufhin am 27. Mai 2021, einstimmig offiziell bestätigt. Ihre Vereidigung fand am darauffolgenden Tag statt.